# Кудинов, Иван Павлович
Иван Павлович Кудинов — советский хозяйственный, государственный и политический деятель, Герой Социалистического Труда.

## Биография
Родился в 1922 году. Член КПСС с 1946 года.
С 1938 года — на хозяйственной, общественной и политической работе. В 1938—1986 гг. — арматурщик телефонной станции в Москве, фрезеровщик на заводе № 24 имени М. В. Фрунзе Наркомата авиационной промышленности СССР, фрезеровщик Куйбышевского моторостроительного завода (КМПО) имени М. В. Фрунзе Министерства авиационной промышленности СССР.
Указом Президиума Верховного Совета СССР от 26 апреля 1971 года присвоено звание Героя Социалистического Труда с вручением ордена Ленина и золотой медали «Серп и Молот».
Делегат XXIV, XXV и XXVI съездов КПСС.
Почётный гражданин города Куйбышев.
Умер в Куйбышеве в 1990 году. Похоронен в Самаре на Рубёжном кладбище.